# Peltogyne paradoxa
Peltogyne paradoxa är en ärtväxtart som beskrevs av Adolpho Ducke. Peltogyne paradoxa ingår i släktet Peltogyne och familjen ärtväxter. Inga underarter finns listade i Catalogue of Life.